# À l'hôtel Bertram
Pour les articles homonymes, voir À l'hôtel Bertram (homonymie).
À l’hôtel Bertram (titre original : At Bertram's Hotel) est un roman policier d'Agatha Christie publié le 15 novembre 1965 au Royaume-Uni, mettant en scène Miss Marple. Il est publié l'année suivante aux États-Unis et en 1967 en France.

## Résumé
L’hôtel Bertram fait partie de ces vestiges du passé londonien où ecclésiastiques, ladies respectables, officiers en retraite et jeunes filles sortant de pension, pouvaient séjourner en toute sécurité. C'est un hôtel qui, contrairement aux bâtiments voisins, a échappé aux bombardements de la Seconde Guerre mondiale et qui se dresse encore fièrement dans le quartier du West End. L’ambiance y est restée feutrée, et tout voyageur y séjournant a l’impression de se retrouver transporté à une autre époque. On y prend également le thé avec de « vrais » muffins et on y savoure de copieux petits déjeuners à l’anglaise.
Miss Marple est tout heureuse de passer une semaine à l'hôtel Bertram, ce haut lieu du Londres victorien, d'autant plus qu’elle s'y rendait souvent du temps de sa jeunesse, notamment lorsqu'un jeune homme peu recommandable lui faisait la cour.
Or, à peine la vieille dame est-elle arrivée qu'il se déroule dans l’établissement certains événements qui l’intriguent au plus haut point : le chanoine Pennyfather disparaît mystérieusement ; un portier est tué alors que, pense-t-on peut-être à tort, il essayait de porter secours à une jeune fille victime d'un agresseur.
En outre, la rumeur court que les policiers de Scotland Yard enquêtent sur cet immeuble, ses propriétaires, ses employés et même sur ses clients, car ils pensent que se cache dans ses murs une bande de malfaiteurs sans scrupules.

## Personnages
- Miss Jane Marple
- Inspecteur chef Davies surnommé l'ancêtre (Father).
- L' honorable Elvira Blake, fille de Lady Sedgwick.
- Bess Sedgwick, cerveau dans le gangstérisme.
- Ladislaus Malinovski, amant d'Elvira.
- Miss Gorringe, réceptionniste au Bertram.
- Chanoine Pennyfather, vieil ecclésiastique.
- Colonel Luscombes, tuteur d'Elvira.
- Michaël Gorman, portier au Bertram.
- Bridget, ami d'Elvira.

## Autour du livre

### Analyse
A priori, puisque le récit s'attache d'abord à son arrivée à l'hôtel, il semble que le personnage principal du roman soit Miss Marple. Néanmoins, une fois les crimes perpétrés, l'enquête s'avère surtout menée par la police et notamment par l'inspecteur-chef Fred Davy, surnommé « Father » (« père ») par ses collègues. Miss Marple n'intervient qu'en marge des activités policières, et à la fin de l'intrigue, pour venir appuyer les déductions de Davy.

### Liens avec la réalité
L'hôtel fictif Bertram serait inspiré du Brown's Hotel (5 étoiles) de Londres, l'hôtel favori d'Agatha Christie. Il pourrait également s'inspirer du Mayfair Hotel, le préféré de Ian Fleming.

## Éditions

### anglaises
- (en) At Bertram's Hotel, Londres, Collins Crime Club, 15 novembre 1965, 156 p.
- (en) At Bertram's Hotel, New York, Dodd, Mead and Company, 1966, 272 p.

### françaises
- À l’hôtel Bertram  (trad. Claire Durivaux), Paris, Librairie des Champs-Élysées, coll. « Le Masque » (no 951), 1967, 191 p. (BNF 32950713)
- À l’hôtel Bertram, dans : L'Intégrale : Agatha Christie  (trad. de l'anglais par Élise Champon, préf. Jacques Baudou), t. 12 : Les années 1965-1970, Paris, Librairie des Champs-Élysées, coll. « Les Intégrales du Masque », 1999, 1272 p. (ISBN 2-7024-2497-X, BNF 37035425)

## Adaptations
- 1987 : À l'hôtel Bertram (At Bertram's Hotel), téléfilm de la série britannique Miss Marple de la BBC, avec Joan Hickson dans le rôle de Miss Marple ;
- 2004 : At Bertram’s Hotel, feuilleton radiophonique de BBC Radio 4 ;
- 2007 : À l'hôtel Bertram (At Bertram’s Hotel), téléfilm de la série britannique Miss Marple d'ITV (épisode 3.01), avec Geraldine McEwan dans le rôle de Marple. Le téléfilm présente de nombreuses différences avec le roman.